# Deutschland Tour 2007
Deutschland Tour 2007 var den 31 udgave af Deutschland Tour og blev afholdt den 10. til 18. august i Tyskland og Østrig.
Løbet startede i Saarbrücken for at markere Saarlands 50-års jubilæum som tysk delstat. Traditionen tro fortsatte løbet ind i Østrig. Rytterne tilbagelagte 1 292.5 km før mål i Hannover den 18. august.
I tillæg til ProTour-holdene, var tre "wild card"-hold inviteret; Team Volksbank fra Østrig, Team Wiesenhof Felt fra Tyskland og Skil-Shimano fra Holland. Schweiz-kasakhiske Astana deltog ikke efter alle dopingskandalerne i denne sæson.
Jens Voigt fra Team CSC forsvarede sejren fra 2006 og blev løbets store vinder sammen med den unge Gerald Ciolek fra T-Mobile som tog tre etapesejre.

## Etaperne
| Etape    | Dag        | Strækning                 | km    | Etapevinder        | Førertrøjen    |
| -------- | ---------- | ------------------------- | ----- | ------------------ | -------------- |
| 1. etape | 10. august | Saarbrücken – Saarbrücken | 182,7 | Robert Förster     | Robert Förster |
| 2. etape | 11. august | Bretten (TTT)             | 42,2  | Team CSC           | Jens Voigt     |
| 3. etape | 12. august | Pforzheim – Offenburg     | 181,8 | Erik Zabel         | Jens Voigt     |
| 4. etape | 13. august | Singen – Sonthofen        | 183,8 | Damiano Cunego     | Jens Voigt     |
| 5. etape | 14. august | Sonthofen – Sölden        | 157,6 | David López Garcia | Jens Voigt     |
| 6. etape | 15. august | Längenfeld – Kufstein     | 175,0 | Gerald Ciolek      | Jens Voigt     |
| 7. etape | 16. august | Kufstein – Regensburg     | 192,2 | Gerald Ciolek      | Jens Voigt     |
| 8. etape | 17. august | Fürth (ITT)               | 33,1  | Jens Voigt         | Jens Voigt     |
| 9. etape | 18. august | Einbeck – Hannover        | 143,1 | Gerald Ciolek      | Jens Voigt     |

### 1. etape: Saarbrücken – Saarbrücken, 183,7 km
10-08-2007
|   | Rytter            | Hold         | Tid     |
| - | ----------------- | ------------ | ------- |
| 1 | Robert Förster    | Gerolsteiner | 4:24.06 |
| 2 | Danilo Napolitano | Lampre       | s.t     |
| 3 | Erik Zabel        | Milram       | s.t     |

### 2. etape: Bretten, 42,2 km (holdtidskørsel)
11-08-2007
|   | Hold              | Land     | Tid    |
| - | ----------------- | -------- | ------ |
| 1 | CSC               | Danmark  | 51.40  |
| 2 | Discovery Channel | USA      | + 0.25 |
| 3 | Gerolsteiner      | Tyskland | + 0.55 |

### 3. etape: Pforzheim – Offenburg, 181,8 km
12-08-2007
|   | Rytter             | Hold               | Tid     |
| - | ------------------ | ------------------ | ------- |
| 1 | Erik Zabel         | Milram             | 4:49.25 |
| 2 | José Joaquín Rojas | Caisse d'Epargne   | s.t     |
| 3 | Bradley McGee      | Française des Jeux | s.t     |

### 4. etape: Singen – Sonthofen, 183,8 km
13-08-2007
|   | Rytter             | Hold             | Tid     |
| - | ------------------ | ---------------- | ------- |
| 1 | Damiano Cunego     | Lampre           | 4:28.06 |
| 2 | Davide Rebellin    | Gerolsteiner     | s.t     |
| 3 | David López García | Caisse d'Epargne | s.t     |

### 5. etape: Sonthofen – Sölden, 157,6 km
14-08-2007
|   | Rytter             | Hold             | Tid      |
| - | ------------------ | ---------------- | -------- |
| 1 | David López García | Caisse d'Epargne | 04:21.07 |
| 2 | Jens Voigt         | CSC              | + 0.12   |
| 3 | Robert Gesink      | Rabobank         | + 0.20   |

### 6. etape: Längenfeld – Kufstein, 175 km
15-08-2007
|   | Rytter             | Hold             | Tid     |
| - | ------------------ | ---------------- | ------- |
| 1 | Gerald Ciolek      | T-Mobile         | 3:57.40 |
| 2 | Danilo Napolitano  | Lampre-Fondital  | s.t.    |
| 3 | José Joaquín Rojas | Caisse d'Epargne | s.t.    |

### 7. etape: Kufstein – Regensburg, 192,2 km
16-08-2007
|   | Rytter             | Hold             | Tid     |
| - | ------------------ | ---------------- | ------- |
| 1 | Gerald Ciolek      | T-Mobile         | 4:08.20 |
| 2 | Erik Zabel         | Milram           | s.t     |
| 3 | José Joaquín Rojas | Caisse d'Epargne | s.t     |

### 8. etape: Fürth, 33,1 km (enkeltstart)
17-08-2007
|   | Rytter          | Hold              | Tid    |
| - | --------------- | ----------------- | ------ |
| 1 | Jens Voigt      | Team CSC          | 39.42  |
| 2 | László Bodrogi  | Crédit Agricole   | + 0.15 |
| 3 | Levi Leipheimer | Discovery Channel | + 0.26 |

### 9. etape: Einbeck – Hannover, 143,1 km
18-08-2007
|   | Rytter        | Hold            | Tid     |
| - | ------------- | --------------- | ------- |
| 1 | Gerald Ciolek | T-Mobile        | 3:16.55 |
| 2 | Erik Zabel    | Milram          | s.t.    |
| 3 | Mark Renshaw  | Crédit Agricole | s.t.    |

## Trøjernes fordeling igennem løbet
| Etape    | Sammenlagt     | Pointkonkurrencen      | Bjergkonkurrencen | Ungdomskonkurrencen  | Holdkonkurrencen |
| -------- | -------------- | ---------------------- | ----------------- | -------------------- | ---------------- |
| 2. etape | Robert Förster | Robert Förster         | Matej Mugerli     | Philipp Ludescher    | Bouygues Télécom |
| 3. etape | Jens Voigt     | Robert Förster         | Matej Mugerli     | Andy Schleck         | Team CSC         |
| 4. etape | Jens Voigt     | Erik Zabel             | Niki Terpstra     | Andy Schleck         | Team CSC         |
| 5. etape | Jens Voigt     | José Joaquín Rojas Gil | Niki Terpstra     | Chris Anker Sørensen | Team CSC         |
| 6. etape | Jens Voigt     | José Joaquín Rojas Gil | Niki Terpstra     | Robert Gesink        | Team CSC         |
| 7. etape | Jens Voigt     | José Joaquín Rojas Gil | Niki Terpstra     | Robert Gesink        | Team CSC         |
| 8. etape | Jens Voigt     | Erik Zabel             | Niki Terpstra     | Robert Gesink        | Team CSC         |
| 9. etape | Jens Voigt     | Erik Zabel             | Niki Terpstra     | Robert Gesink        | Team CSC         |
| Sejr     | Jens Voigt     | Erik Zabel             | Niki Terpstra     | Robert Gesink        | Team CSC         |

## Resultater

### Sammenlagt
|    | Rytter               | Hold              | Tid      |
| -- | -------------------- | ----------------- | -------- |
| 1  | Jens Voigt           | CSC               | 30:57.21 |
| 2  | Levi Leipheimer      | Discovery Channel | + 1.57   |
| 3  | David López García   | Caisse d'Epargne  | + 2.10   |
| 4  | Leonardo Bertagnolli | Liquigas          | + 3.05   |
| 5  | Robert Gesink        | Rabobank          | + 3.15   |
| 6  | Chris Anker Sørensen | CSC               | + 4.06   |
| 7  | Maxime Monfort       | Cofidis           | + 5.22   |
| 8  | Laurens ten Dam      | Unibet.com        | + 5.26   |
| 9  | Gustav Larsson       | Unibet.com        | + 6.08   |
| 10 | Davide Rebellin      | Gerolsteiner      | + 6.16   |

### Pointkonkurrencen
|   | Rytter            | Hold     | Point |
| - | ----------------- | -------- | ----- |
| 1 | Erik Zabel        | Milram   | 98    |
| 2 | Gerald Ciolek     | T-Mobile | 88    |
| 3 | Danilo Napolitano | Lampre   | 62    |

### Bjergkonkurrencen
|   | Rytter             | Hold             | Point |
| - | ------------------ | ---------------- | ----- |
| 1 | Niki Terpstra      | Milram           | 23    |
| 2 | David López García | Caisse d'Epargne | 15    |
| 3 | Jens Voigt         | CSC              | 12    |

### Ungdomskonkurrencen
|   | Rytter               | Hold     | Tid      |
| - | -------------------- | -------- | -------- |
| 1 | Robert Gesink        | Rabobank | 31:00.36 |
| 2 | Chris Anker Sørensen | CSC      | + 0.51   |
| 3 | Maxime Monfort       | Cofidis  | + 2:07   |

### Holdkonkurrencen
|   | Hold              | Land    | Tid      |
| - | ----------------- | ------- | -------- |
| 1 | CSC               | Danmark | 93:02.25 |
| 2 | Discovery Channel | USA     | + 6.23   |
| 3 | Caisse d'Epargne  | Spanien | + 6:32   |